# Sicyopus bitaeniatus
Sicyopus bitaeniatus és una espècie de peix de la família dels gòbids i de l'ordre dels perciformes.

## Morfologia
- Els mascles poden assolir 3,4 cm de longitud total.[4]

## Hàbitat
És un peix d'aigua dolça, de clima tropical i bentopelàgic.

## Distribució geogràfica
Es troba a Oceania: és una espècie de peix endèmica de les Illes Marqueses.

## Observacions
És inofensiu per als humans.